# تبت

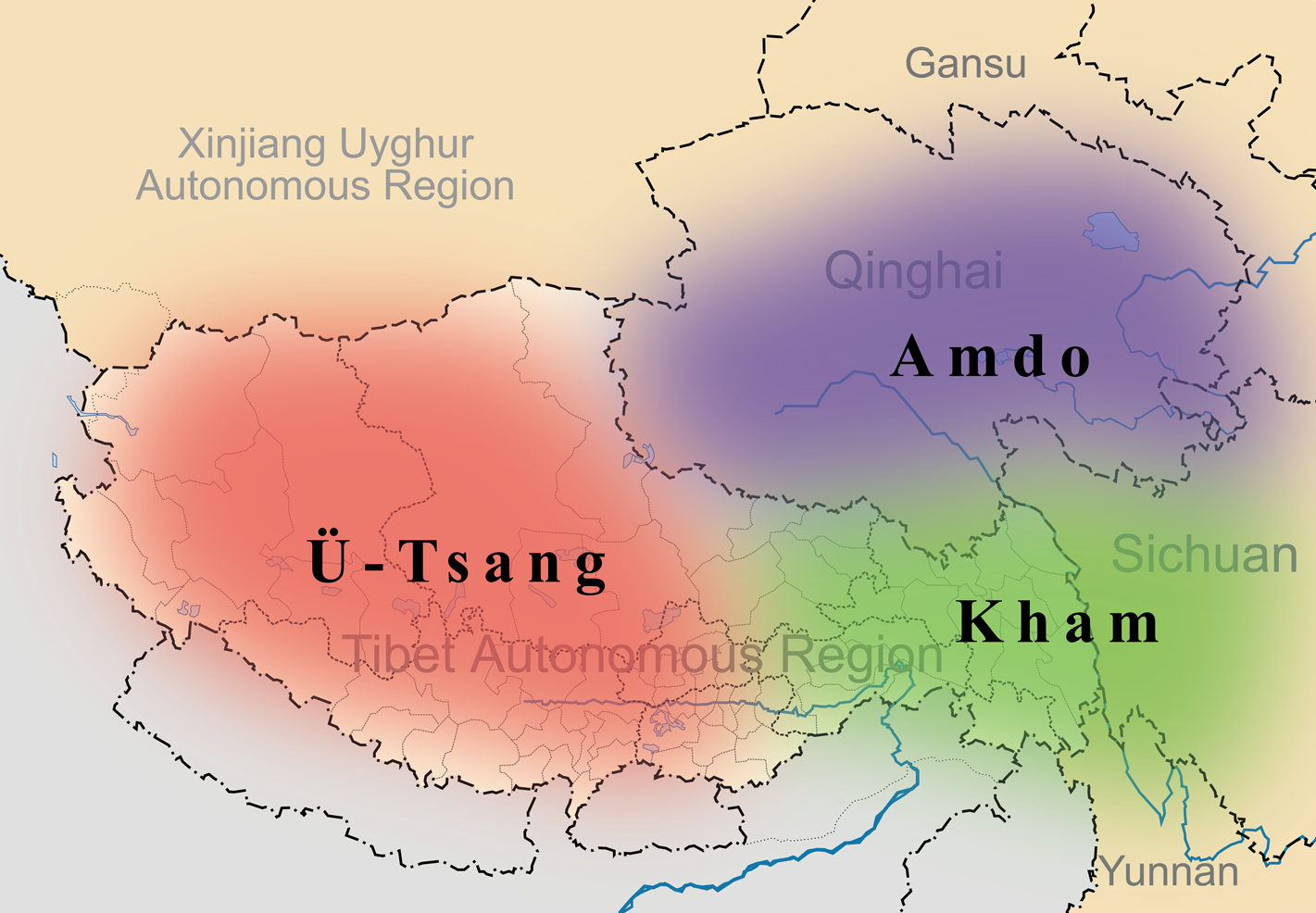
ایالت‌های تاریخی تبت. یوتسانگ و آمدو و خام این سرزمین به گونۀ سنتی شامل ۳ بخش اوـ تسانگ (مرکزی و غربی)، آمْدو (شمال شرقی) و کام (شرقی و جنوب شرقی) بوده است. تبت از دیدگاه تقسیمات کشوری میان استان خودمختار تبت و استان‌های هم‌جوار آن در جمهوری خلق چین تقسیم شده و در نتیجه چند استان و شهرستان خودمختار را تشکیل داده است.

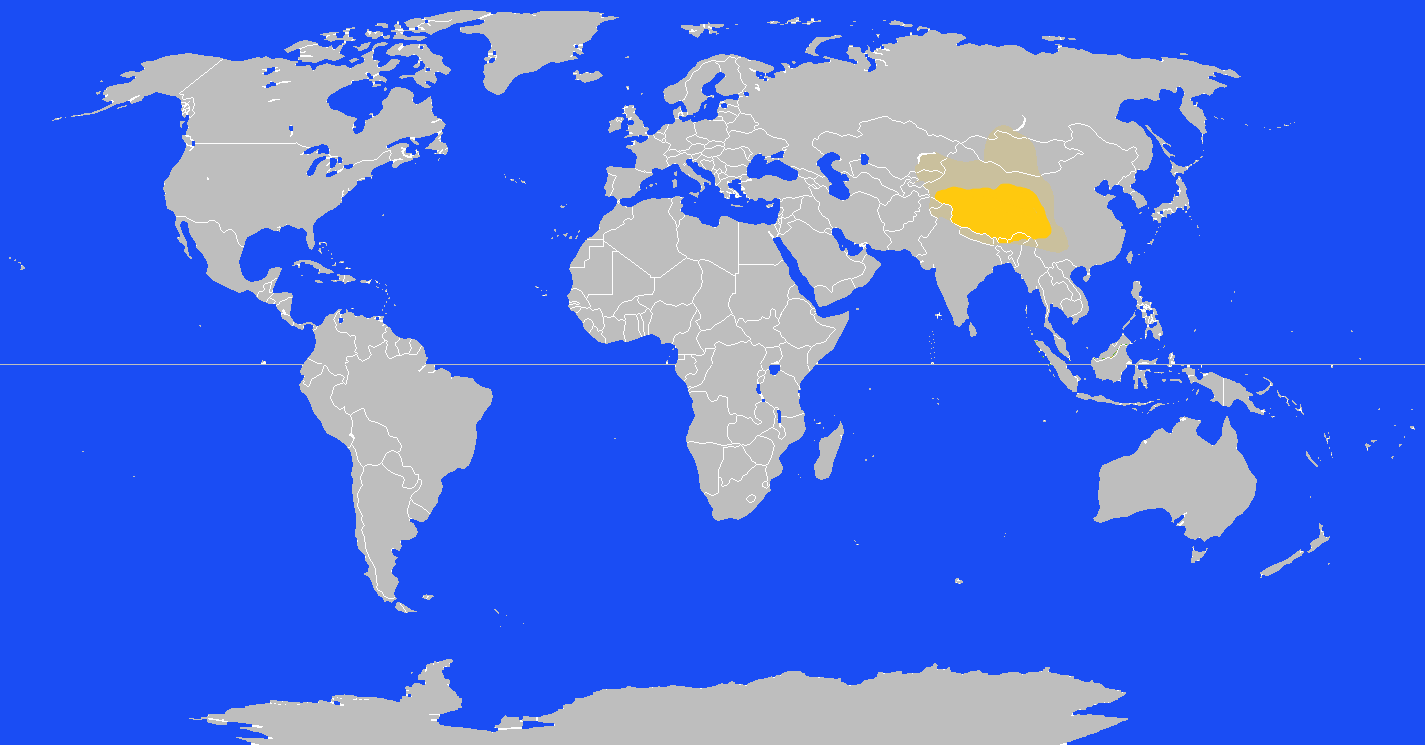
موقعیت تبت بزرگ در نقشه جهان.

تُبَّتُ (تبت بزرگ یا تبت باستانی یا تبت تاریخی) (به زبان تبی: བོད، تلفظ: بُد) (Greater Tibet) یک ناحیه جغرافیایی در جنوب غرب چین است و در جنوب آسیا قرار دارد. که در قدیم کشوری مستقل بود و حدود ۲٬۵۰۰٬۰۰۰ کیلومتر مربع وسعت دارد (دو برابر منطقه خودمختار تبت). در نتیجه بیش از یک چهارم یا بیش از ۲۵ درصد از کل خاک کشور چین امروزی را تشکیل می‌دهد. ناحیهٔ تبت از سال ۵۱–۱۹۵۰ به کشور چین ضمیمه شده‌است و چین آن را به چند منطقه تجزیه کرده‌است. امپراتوری تبت در قرن هشتم علاوه بر تمامی استان یون‌نان چین و ایالت آسام هند، تمامی اویغورستان را هم دربرمی گرفت.
این سرزمین به گونۀ سنتی شامل ۳ بخش اوـ تسانگ (مرکزی و غربی)، آمْدو (شمال شرقی) و کام (شرقی و جنوب شرقی) بوده است. تبت از دیدگاه تقسیمات کشوری میان استان خودمختار تبت و استان‌های هم‌جوار آن در جمهوری خلق چین تقسیم شده، و در نتیجه چند استان و شهرستان خودمختار را تشکیل داده است.
ناحیهٔ تبت بر روی فلاتی بلند به نام فلات تبت قرار گرفته که میانگین ارتفاع آن ۴۹۰۰ متر بالاتر از سطح دریاست و مرتفع‌ترین فلات جهان به‌شمار می‌آید. مردم تبت قومیت، هویت، زبان، و دین خاص خود را دارند اما امروزه مهاجرت شمار فراوانی از چینیان هان و مردم هوئی اقلیت بزرگی از چینی‌تباران و مسلمانان را در تبت به‌وجود آورده‌است. تبتیان دو دین اصلی دارند که یکی دین قدیمی بون و دیگری بوداگرایی است. پایتخت سنتی تبت، شهر لهاسا است که با ۵۶۰ هزار نفر جمعیت اکنون مرکز منطقه خودمختار تبت در چین است.
زمانی که ارتش آزادی‌بخش خلق در سال ۱۹۵۰ به تبت حمله کرد تبت حکومتی دین‌سالار به رهبری دالایی‌لامای چهاردهم داشت. دالایی‌لامای چهاردهم که تنزین گیاتسو نام دارد از آن زمان در هندوستان در تبعید به‌سر می‌برد. بسیاری از اهالی تبت خود را به دالایی لاما، رهبر معنوی در تبعید تبت وفادار می‌دانند. بسیاری از تبتی‌ها از این مسئله شکایت دارند که فرهنگ بومی آن‌ها به دلیل سیاست‌های دولت چین در حال محو شدن است. حاکمیت چین بر تبت کماکان به صورت مسئله‌ای بحث‌برانگیز باقی مانده‌است و سازمان‌های مدافع حقوق بشر، مقامات چین را متهم می‌کنند که درصددند فرهنگ بودایی‌های تبت را نابود و وفاداران به دالایی لاما رهبر روحانی تبعیدی آن‌ها را سرکوب کنند.
پس از انقلاب شینهای علیه سلسله چینگ در سال ۱۹۱۲، سربازان چینگ خلع سلاح شدند و از منطقه تبت (Ü-Tsang) اسکورت شدند. این منطقه متعاقباً در سال ۱۹۱۳ استقلال خود را اعلام کرد، اگرچه این امر توسط دولت جمهوری‌خواه چین بعدی به رسمیت شناخته نشد.[۵] بعدها، لهاسا کنترل بخش غربی Xikang را به دست گرفت. این منطقه تا سال ۱۹۵۱ خودمختاری خود را حفظ کرد، زمانی که در پی نبرد چامدو، تبت به اشغال جمهوری خلق چین درآمد. دولت تبت پس از شکست قیام ۱۹۵۹ تبت منسوخ شد.[۶] امروزه، چین بر تبت غربی و مرکزی به عنوان منطقه خودمختار تبت حکومت می‌کند، در حالی که نواحی شرقی اکنون عمدتاً استان‌های خودمختار در سیچوان، چینگ‌های و سایر استان‌های همجوار هستند. نهضت استقلال تبت[۷] عمدتاً توسط دیاسپورای تبتی رهبری می‌شود.[۸] گروه‌های حقوق بشر دولت چین را به نقض حقوق بشر در تبت از جمله شکنجه متهم کرده‌اند.[۹][۱۰]
با رشد گردشگری در سال‌های اخیر، بخش خدمات به بزرگ‌ترین بخش تبت تبدیل شده‌است که ۵۰٫۱٪ از تولید ناخالص داخلی محلی را در سال ۲۰۲۰ تشکیل می‌دهد.[۱۱] مذهب غالب در تبت بودیسم تبتی است. ادیان دیگر عبارتند از Bön، یک دین بومی شبیه به بودیسم تبتی، [۱۲] اسلام، و مسیحیت. بودیسم تبتی تأثیر اصلی بر هنر، موسیقی و جشنواره‌های منطقه است. معماری تبتی منعکس کننده تأثیرات چینی و هندی است. غذاهای اصلی در تبت جو برشته، گوشت گاو و چای کره است.

## تاریخ
از لحاظ تاریخی، جنوب و شرق تبت همواره پرجمعیت‌ترین بخش کشور را تشکیل داده‌است. در آن منطقه، در اواسط قرن ششم، پادشاهی‌های رقیب پرشماری حضور داشتند که تحت اختیار تعدادی رهبر قبیله عمل می‌کردند. یکی از آن‌ها پادشاهی یارلونگ بود که در دره یارلونگ قرار داشت. عنوان رسمی مهم‌ترین رهبر قبیله یارلونگ، «تسنپو» بود که معنی پادشاه و ابرقدرت می‌دهد. این عنوان پس از آن برای همه پادشاهان امپراتوری تبت نیز مورد استفاده قرار گرفت. نخستین پادشاهان یارلونگ نیز از نام دودمانی پوگیل، پادشاه پو، استفاده می‌کردند که به احتمال زیاد با خاستگاه این سلسله در منطقه پووو، در جنوب شرقی تبت مرتبط بود.
دوره‌گذار از زمانی که رهبران یارلونگ به عنوان رهبران قبیله‌ای منطقه عمل می‌کردند به زمانی که ایشان تبدیل به شاهان امپراتوری تبت شدند، نقطه آغاز تشکیل امپراتوری تبت به‌شمار می‌آید. این‌گذار در پایان قرن ششم میلادی صورت گرفت. تاریخ تبت متحد با فرمانروایی سونگتسن گامپو (۶۰۴–۶۵۰) آغاز شد. او بخش‌هایی از دره رودخانه یارلونگ را متحد کرد و امپراتوری تبت را بنیان نهاد. پیش از سونگتسن گامپو، شاهان تبت بیشتر جنبه افسانه‌ای دارند و شواهد کافی برای اثبات وجود آن‌ها وجود ندارد. سونگتسن گامپو تحت تأثیر ملکه‌های نپالی و چینی خود بوداگرایی را به تبت وارد کرد. ابداع الفبای تبتی و در نتیجه، تثبیت زبان کلاسیک تبتی در منطقه، نیز از کارهای اوست.
در نیمه دوم سده هفتم و نیمه دوم سده هشتم، امپراتوری تبت یکی از قدرتمندترین مملکت‌های مرکز آسیا بود. امپراتوری و سلسله فرمانروای آن در میانه‌های سده نهم دچار زوال شد و پس از آن تبت یک قرن از تشتت سیاسی را تجربه کرد. در ابتدای سده ۱۱، حکومت لامایی در آنجا برقرار گشت.
از سال ۱۲۳۹، گودان خان، از رهبران مغول، بخشی از تبت را تصرف کرد. فرمان‌روایی مغول‌ها بر تبت، حدوداً دوره ۱۲۵۰ تا ۱۳۶۰ را پوشش داد. در این دوره، تبت میزان محدودی از خودمختاری منطقه‌ای را تجربه کرد که توسط کار به‌دستان طریقت ساکیا، که یکی از مکتب‌های بوداگرایی تبتی است، به اجرا گذاشته می‌شد. این خودمختاری البته توسط یک ساختار اداری که توسط حاکمان مغول ایجاد شده بود، محدود نگه داشته می‌شد.
دین سالاران بودایی، معروف به لاماها، تا قرن ۱۵–۱۶ که دوره تأسیس دالایی لاما بود، مستبدانه بر تبت حکومت کردند.
این کشور و مخصوصاً شهر لهاسا از بزرگ‌ترین مراکز مذهبی پیروان بودا و نیایشگاه‌ها و بتکده‌های عظیم آن زیارتگاه بزرگ بودائیان جهان است و شخص دالایی لاما یک قدرت مذهبی و سیاسی است. دالایی لاما چین را متهم به نسل‌کشی فرهنگی در قبال مردم تبت کرده‌است. موارد متعد خودسوزی راهب‌ها و راهبه‌های تبتی در اعتراض به سیاست‌های چین در تبت، از رویدادهای خبری مورد توجه رسانه‌های جهان بوده‌است.
نهضت مقاومت تبت با ارتش آزادی‌بخش خلق، وارد جنگی نابرابر شد. در تاریخ ۱۰ مارس ۱۹۵۹ میلادی، مقاومت لهاسا در هم شکست، بسیاری از راهب‌های بودایی، قتل‌عام شدند و تبت به اشغال نظامی جمهوری خلق چین درآمد.
رابطه دولت چین با دالایی لاما بسیار تیره است. چین رهبر معنوی تبت در تبعید را به تلاش برای جدایی تبت از جمهوری خلق چین متهم می‌کند. دالایی‌لاما اما تأکید دارد که خواستار استقلال تبت نیست بلکه در پی دستیابی به خودمختاری بیشتر برای این منطقه است.

## جغرافیا
منطقه خودمختار تبت یکی از ۵ منطقه خودمختار چین است و در یادداشت‌های کتب چینی از آن باعنوان «سی زانگ» یاد می‌شود. این منطقه در مرز جنوب غربی چین و جنوب غربی فلات چینگ‌های - تبت واقع است. این منطقه در جنوب و غرب با کشورهایی مانند برمه، هند، بوتان و نپال هم‌مرز بوده و خط مرزی آن به حدود ۴ هزار کیلومتر می‌رسد. مساحت کل این ناحیه خودمختار بیش از یک میلیون و ۲۲۰ هزار کیلومتر مربع می‌باشد و ۱۲ ممیز ۸ درصد مساحت کل چین را تشکیل می‌دهد ولی تبت تاریخی بیش از ۲۵ درصد خاک چین را تشکیل می‌دهد. تبت یک منطقه کم جمعیت و نیز با تراکم جمعیتی کم در چین به‌شمار می‌رود. تراکم جمعیت در هر کیلومتر مربع کمتر از دو نفر است.
تبت در جنوب غربی چین و بر سرحد شمالی نپال واقع است و آن را از جهت ارتفاعی که از سطح دریا دارد، بام دنیا گویند چه بزرگ‌ترین و مرتفعترین فلات آسیا و جهان است که در میان بزرگ‌ترین و معظم‌ترین رشته‌کوه‌های جهان قرار دارد و رودهای قابل اهمیت جنوبی و شرقی آسیا از آن سرازیر می‌گردد. فلاتی است لم یزرع و ارتفاع متوسط آن از سطح دریا ۵۰۰۰ متر است (ارتفاع قله دماوند از سطح دریا ۵۶۴۰ متر است).
جنوب آن را ارتفاعات بسیار بلند هیمالیا فراگرفته‌است.
کوه‌های مرتفع دیگری از آن جمله قراقروم در جنوب غربی و آلتین تاغ در شمال و نان شان در شمال شرقی این سرزمین واقع است. وسعت آن ۱٬۲۱۵٬۰۰۰ کیلومترمربع و دارای ۱٬۲۷۴٬۰۰۰ تن سکنه‌است. پایتخت آن شهر مذهبی «لهاسا» است و «دالایی لاما» بر آن فرمانروایی داشت.
با آنکه رودهای عظیمی از این منطقه سرچشمه می‌گیرد با این وجود در داخل این کشور رودها و برکه‌های قابل توجه و مورد استفاده کمتر وجود دارد و مخصوصاً بر اثر یخبندان بودن کمتر به کار کشاورزی می‌آید. رودهای مهم آن عبارتند از: «اندوس» و «تسانگ پو» رود اخیر چون وارد سرحد هند و برمه شود «براهماپوتر» نام دارد.
فلات تبت با مساحتی برابر غرب اروپا و با متوسط ارتفاع ۴۵۰۰ متر در شمال هیمالیا قرار دارد. سرزمینی کوهستانی، خشک و سرد؛ معروف به بام دنیا. فلات تبت پهنه‌ای در حدود ۱۰۰۰ تا ۲۵۰۰ کیلومترمربع را فراگرفته‌است. به آن در زبانزد «بام جهان» می‌گویند، زیرا بلندترین و گسترده‌ترین فلات در جهان است که پهنه‌ای برابر ۲٫۵ میلیون کیلومتر مربع (کمابیش ۴ برابر اندازهٔ ایالت تگزاس آمریکا یا کشور فرانسه) دارد. فلات تبت را رشته‌کوه‌های بلندی فراگرفته‌است، از شمال غربی به رشته‌کوه‌های کولون (که آن را از حوضه آبریز تاریم جدا می‌سازد) محدود می‌شود و در شمالی‌ترین نقطه با رشته‌کوه‌های کیلیان که فلات را از بیابان گوبی جدا می‌سازد، در ارتباط است. در جنوب، فلات با درهٔ رود «یارلونگ سانگپو» که در بستر رشته‌کوه هیمالیا جریان دارد و با صفحهٔ گستردهٔ جلگه سند و گنگ برش خورده‌است، ارتباط دارد. در غرب نیز پیچش رشته‌کوه‌های ناهموار قره‌قروم در شمال کشمیر را در بر می‌گیرد. تحقیقات دانشمندان آلمانی و هندی نشان می‌دهد فلات تبت و رشته کوه هیمالیا هنگامی به وجود آمد که ابرقاره «گوندوانا دچار شکستگی شد و شبه قاره هند با سرعت زیاد» به صفحه اوراسیا برخورد کرد. صفحه هند ۵۰ میلیون سال پیش در حرکت به سوی شمال با قاره اوراسیا برخورد کرد و این تصادف عظیم موجب فشرده و جمع شدن زمین و تشکیل مرتفع‌ترین رشته کوه جهان شد.

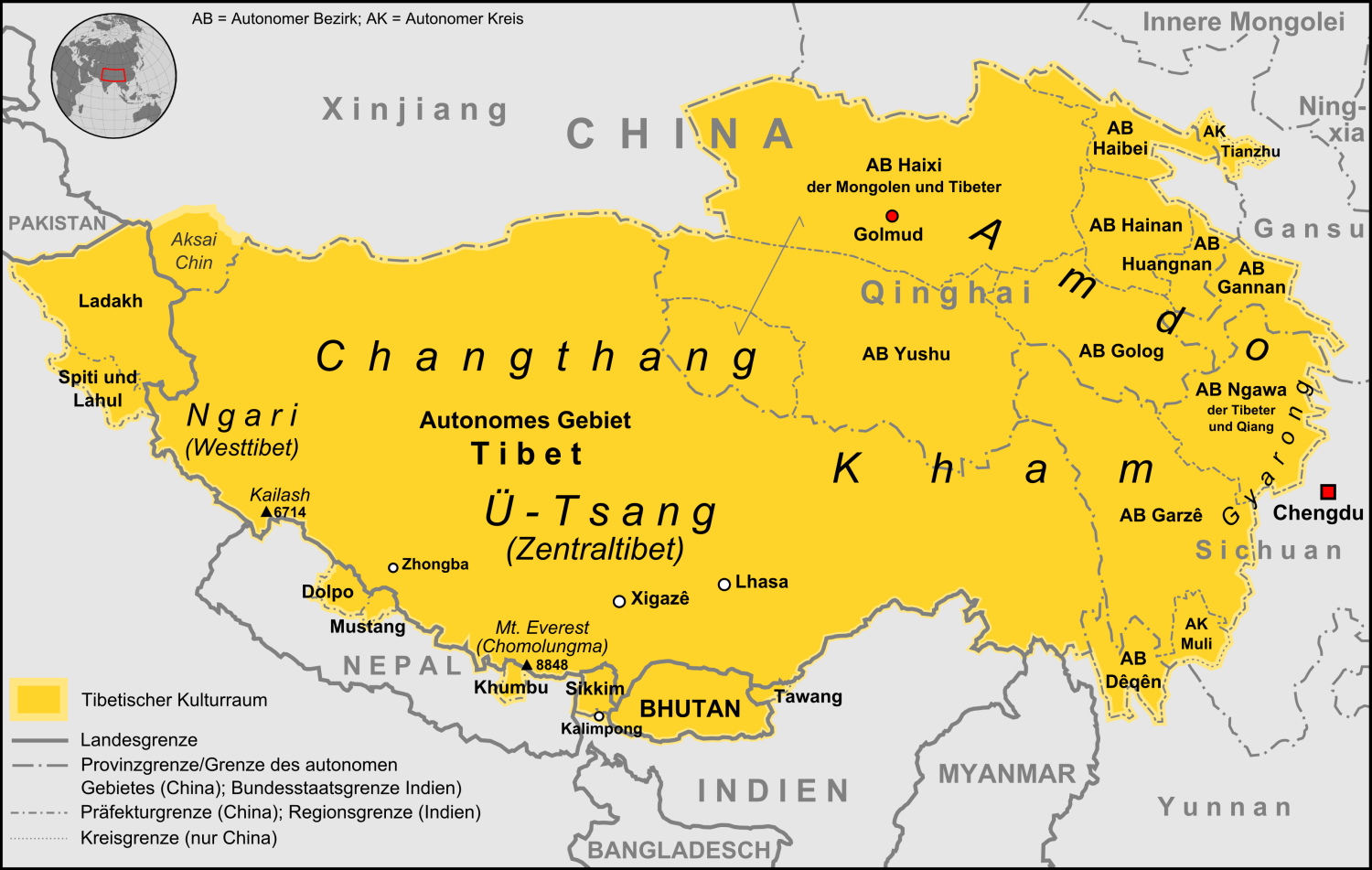
گستره فرهنگی تبت (تبت بزرگ).
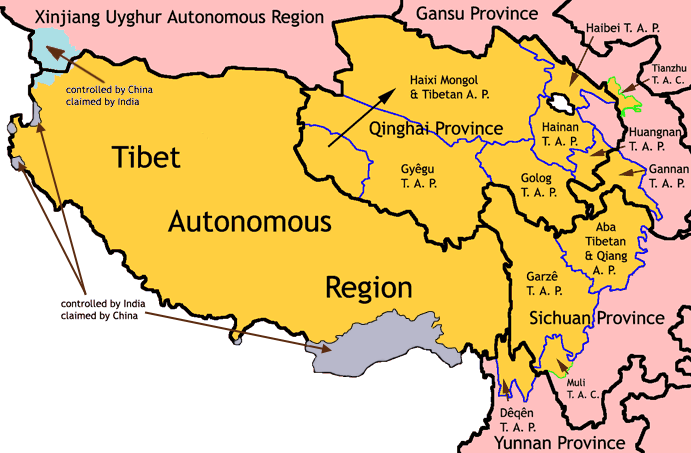
گستره فرهنگی تبت (تبت بزرگ).
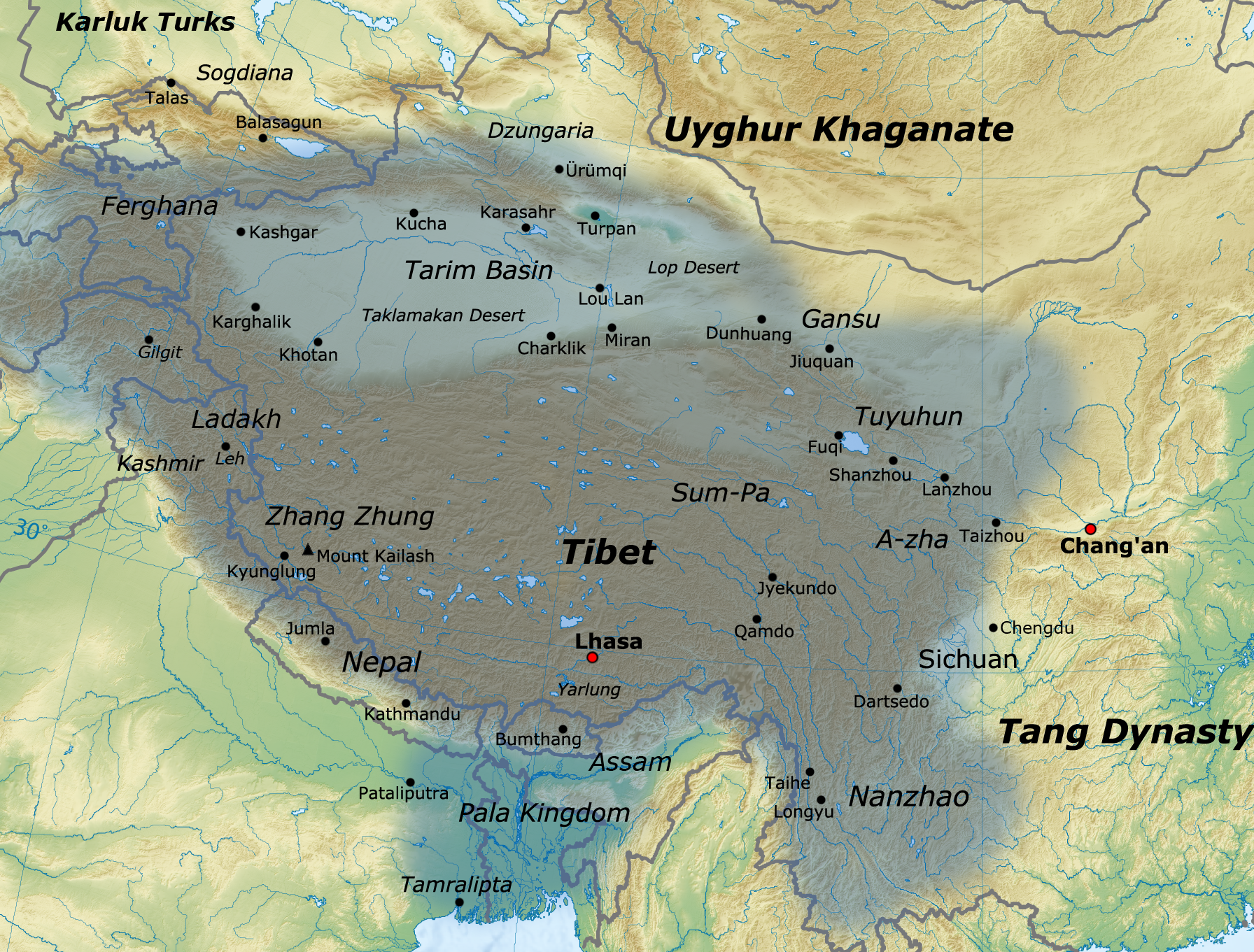
امپراتوری تبت در قرن هشتم که علاوه بر تمامی استان یون‌نان و ایالت آسام، تمامی اویغورستان را هم دربرگرفته است.
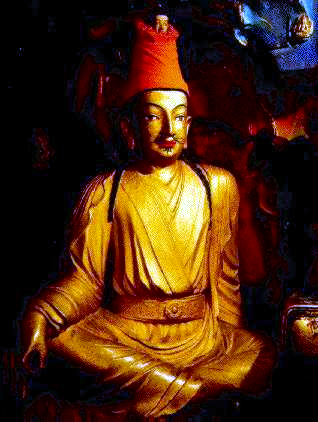
سونگتسن گامپو، نخستین پادشاه تبت متحد.

## کشاورزی و دامداری
هوای این سرزمین بسیار سرد و درجه حرارت متوسط این منطقه ۱۰ درجه سانتیگراد زیر صفر است و بر اثر این سرما زراعت و درختکاری در آنجا بسیار نادر و ناچیز است و تنها منبع ثروت عمده این کشور پرورش حیوانات است. علاوه بر فقر مواد غذایی که در این سرزمین حکمفرمااست، بر اثر فقدان جنگل، موضوع سوخت هم در آنجا یکی از مسائل مشکل را به‌وجود آورده‌است.
حیواناتی که در این کشور پرورش می‌دهند عبارتند از: نوعی گاومیش، غژگاو، اسب، گوسفند و بز که پشم و پوست و چرم آن‌ها بزرگ‌ترین رقم صادراتی کشور تبت را تشکیل می‌دهد. پشم بز و گوسفند تبت بر اثر سرما بسیار مرغوب است و در درجه اول قرار دارد و پارچه‌های پشمی آن بسیار لطیف و شهره آفاق است.
معادن طلا در این خطه فراوان است و به طرز بدوی استخراج می‌گردد و بیشتر رودهایی که بطرف مشرق این سرزمین جریان دارند، دارای ذرات طلا می‌باشد که در جریان‌های آرام رودها بدست می‌آید.

## اقتصاد
واردات این کشور نخ، پارچه، مواد غذائی، برنج و چای است و بزرگ‌ترین مرکز بازرگانی آن «گیانگتسه» و «یاتونگ» و «گارتوک» و «شی گاتسه» است که سه شهر اول برای داد و ستد بازرگانان خارجی و استقرار نمایندگی‌ها آزاد است.
ارتفاع خط آهن تبت که «راه‌آهن از درون ابرها» نامگذاری شده‌است، ۳۶۰۰ تا ۴۰۰۰ متر از سطح دریا در نقاط مختلف آن است. در مسیر این خط آهن که از شهر لهاسا تا شهر شیگاتسه در تبت کشیده شده‌است، ۲۹ تونل و ۱۱۶ پل وجود دارد که در مجموع، نزدیک به نیمی از تمامی طول این خط آهن را تشکیل می‌دهند. طی این مسیر بین دو شهر یاد شده در تبت برای قطارها حدود دو ساعت طول می‌کشد.

## مردم

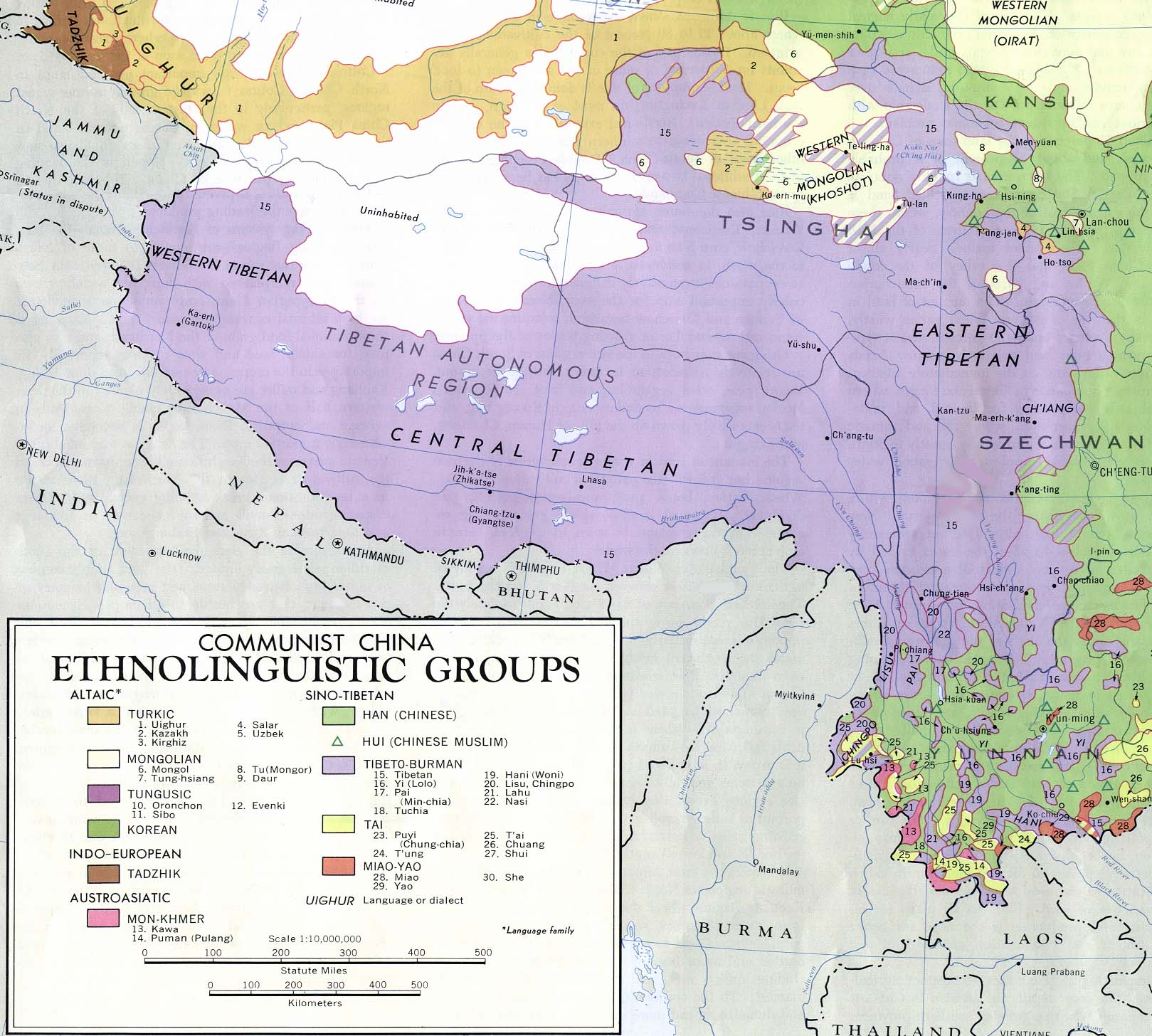
نقشه قومی و زبانی تبت (تبت بزرگ).

مردم بومی تبت مردم فقیری هستند و کشاورزی در آب و هوای آن جوابگوی جمعیت زیاد نیست. منطقه تبت با وجود وسعت زیادش دارای جمعیت کمی می‌باشد.
یکی از رسوم مردم تبت این است که جسد مردگان در آن خوراک پرندگان و حیوانات می‌شود. تبت تنها کشوری است که در آن زنان، در شرایط خاص، مجاز به داشتن چند شوهر می‌باشند. به این صورت که اگر مردی چند پسر داشته باشد و استطاعت مالی کافی برای ازدواج همهٔ آن‌ها را نداشته باشد، برای همهٔ آن‌ها یک زن می‌گیرد.
قوم تبتی حدود ۴ میلیون و ۶۰۰ هزار تن جمعیت دارد و در این میان حدود ۲ میلیون و ۱۰۰ هزارنفر در منطقه خودمختار تبت و دیگران نیز به‌طور پراکنده در استان‌های کینگ‌های، سیچوآن، یون‌نان و گانسو زندگی می‌کنند. قوم تبت زبان خاص خود را دارد. ریشه‌های این زبان به پیش از سدهٔ هفتم پیش از میلاد می‌رسد و نوعی از زبان‌های چینی-تبتی به حساب می‌آید. از سمت چپ به راست نوشته می‌شود و در تمام مناطق قومی، تبتی رایج است.
دین بودای تبتی که صاحب خصوصیات محلی تبت است از هند باستانی به تبت رواج یافته و با دین کهن محلی در هم آمیخته‌است.
مذهب بودا در تبت که تبتی‌ها به آن اعتقاد دارند آمیخته‌ای از مذهب بودا با مذهب پیشین تبت به‌شمار می‌آید و در عین حال ویژگی‌های خود را نیز حفظ کرده‌است. برای نمونه نظام تناسخ در جسم به این معنا که پس از مرگ بودای بزرگ کودکی به عنوان جانشین وی توسط هیئت داوران لامائی تعیین می‌شود.

## فرهنگ
فراورده کشاورزی محلی تبتی‌ها جو کوهی است. زان‌با پخته شده با گرد جو کوهی خوراک عمده مردم تبت است. خوراک فرعی مردم تبت گوشت گاو و گوسفند و خوک است. علاوه بر این، شیر و فراورده‌های تهیه شده از شیر خوراک مورد علاقه مردم تبت به‌شمار می‌آید.